# Liste der Bodendenkmäler in Weiding (Landkreis Cham)
Auf dieser Seite sind die Bodendenkmäler in der Oberpfälzer Gemeinde Weiding zusammengestellt. Diese Tabelle ist eine Teilliste der Liste der Bodendenkmäler in Bayern. Grundlage ist die Bayerische Denkmalliste, die auf Basis des Bayerischen Denkmalschutzgesetzes vom 1. Oktober 1973 erstmals erstellt wurde und seither durch das Bayerische Landesamt für Denkmalpflege geführt wird. Die folgenden Angaben ersetzen nicht die rechtsverbindliche Auskunft der Denkmalschutzbehörde.

## Bodendenkmäler der Gemeinde Weiding

### Bodendenkmäler in der Gemarkung Dalking
| Lage               | Objekt | Akten-Nr.     | Bild |
| ------------------ | --- | ------------- | ---- |
| Dalking (Standort) | Mittelalterlicher Erdstall. | D-3-6742-0013 |      |
| Dalking (Standort) | Mittelalterlicher Erdstall. | D-3-6742-0015 |      |
| Dalking (Standort) | Mittelalterlicher Erdstall. | D-3-6742-0111 |      |
| Dalking (Standort) | Mittelalterlicher Erdstall. | D-3-6742-0112 |      |
| Dalking (Standort) | Mittelalterlicher Erdstall. | D-3-6742-0115 |      |
| Dalking (Standort) | Archäologische Befunde des Mittelalters und der frühen Neuzeit im Bereich der Katholischen Pfarrkirche St. Peter und Paul in Dalking, darunter die Spuren von Vorgängerbauten bzw. älterer Bauphasen. Siehe auch: St. Peter und Paul (Dalking) | D-3-6742-0116 |      |
| Dalking (Standort) | Mittelalterlicher Erdstall. | D-3-6742-0185 |      |

### Bodendenkmäler in der Gemarkung Nößwartling
| Lage                   | Objekt                         | Akten-Nr.     | Bild |
| ---------------------- | ------------------------------ | ------------- | ---- |
| Nößwartling (Standort) | Mesolithische Freilandstation. | D-3-6742-0030 |      |
| Nößwartling (Standort) | Mesolithische Freilandstation. | D-3-6742-0031 |      |

### Bodendenkmäler in der Gemarkung Walting
| Lage               | Objekt                      | Akten-Nr.     | Bild |
| ------------------ | --------------------------- | ------------- | ---- |
| Walting (Standort) | Mittelalterlicher Erdstall. | D-3-6742-0046 |      |
| Walting (Standort) | Mittelalterlicher Erdstall. | D-3-6742-0109 |      |
| Walting (Standort) | Mittelalterlicher Erdstall. | D-3-6742-0110 |      |
| Walting (Standort) | Mittelalterlicher Erdstall. | D-3-6742-0114 |      |
| Walting (Standort) | Mittelalterlicher Erdstall. | D-3-6742-0118 |      |

### Bodendenkmäler in der Gemarkung Weiding
| Lage               | Objekt                                                | Akten-Nr.     | Bild |
| ------------------ | ----------------------------------------------------- | ------------- | ---- |
| Weiding (Standort) | Spätpaläolithische und mesolithische Freilandstation. | D-3-6742-0056 |      |
| Weiding (Standort) | Mesolithische Freilandstation.                        | D-3-6742-0057 |      |
| Weiding (Standort) | Mittelalterlicher Erdstall.                           | D-3-6742-0125 |      |